# Georg Alexander von Müller
Georg Alexander von Müller (ur. 24 marca 1854 w Chemnitz, zm. 18 kwietnia 1940 w Handelsbergu) – admirał Cesarskiej Marynarki Wojennej, adiutant cesarza Wilhelma II, szef Cesarskiego Gabinetu Marynarki Wojennej.

## Życiorys
W 1871 roku wstąpił do Cesarskiej Marynarki Wojennej. W latach 1879-1894 służył w Dowództwie Broni Torpedowej (niem. Kommandierungen zur Torpedowaffe), a w latach 1892-1895 w Naczelnym Dowództwie Marynarki Wojennej (niem. Oberkommando der Marine). Od 1885 do 1886 roku przebywał w niemieckiej ambasadzie w Sztokholmie. Następnie, od 1897 roku w stopniu kapitana marynarki, służył pod rozkazami księcia Henryka Hohenzollerna w Azji, gdzie dowodził między innymi krążownikiem SMS „Deutschland”. Od 1899 do 1900 roku piastował funkcję szefa Sztabu Eskadry Wschodnioazjatyckiej. Równocześnie został członkiem Cesarskiego Gabinetu Marynarki Wojennej, którym pozostawał do 1902 roku. W 1902 roku objął dowództwo pancernika SMS „Wettin”. Od 1905 roku do abdykacji Cesarza Wilhelma II był adiutantem władcy, a do 28 października 1918 roku szefem jego Gabinetu Marynarki Wojennej. W 1910 roku awansowany do stopnia admirała i mianowany generalnym adiutantem Cesarza. Po rozpoczęciu I wojny światowej opowiadał się za ograniczeniem wojny podwodnej. W 1916 roku przyczynił się do dymisji wielkiego admirała Alfreda von Tirpitza ze stanowiska naczelnego dowódcy marynarki. W 1918 roku przestał pełnić funkcję szefa Gabinetu Marynarki Wojennej, gdyż instytucja ta została rozwiązana, a na jej miejsce powołano Dowództwo Marynarki Wojennej z admirałem Reinhardem Scheerem na czele.

## Odznaczenia
Odznaczenia admirała von Müllera to między innymi:
- Order Orła Czarnego
- Krzyż Wielki Orderu Orła Czerwonego z koroną
- Order Królewski Korony I klasy
- Komandor Orderu Hohenzollernów z mieczami
- Krzyż Żelazny I klasy
- Odznaka za Służbę Wojskową
- Medal za Ratowanie Życia na wstędze
- Krzyż Wielki Orderu Bertholda I z mieczami (Badenia)
- Krzyż Wielki Orderu Lwa Zeryngeńskiego (Badenia)
- Krzyż Wielki Orderu Zasługi Wojskowej z mieczami (Bawaria)
- Komandor II klasy Orderu Henryka Lwa (Brunszwik)
- Krzyż Wielki Order Zasługi Filipa Wspaniałomyślnego (Hesja)
- Krzyż Zasługi I klasy Orderu Domowego Lippe (Lippe)
- Wielki Komandor Orderu Gryfa (Meklemburgia)
- Krzyż Wielki Order Domowy i Zasługi Księcia Piotra Fryderyka Ludwika (Oldenburg)
- Krzyż Wielki Orderu Alberta z gwiazdą i mieczami (Saksonia)
- Krzyż Lojalnej Służby (Schaumburg-Lippe)
- Krzyż Wielki Orderu Korony Wirtemberskiej z mieczami (Wirtembergia)
- Krzyż Wielki Orderu Fryderyka z koroną (Wirtembergia)
- Wielki Krzyż Orderu Korony (Belgia)
- Order Podwójnego Smoka II stopnia II klasy (Chiny)
- Krzyż Wielki Orderu Danebroga (Dania)
- Krzyż Wielki Orderu Zbawiciela (Grecja)
- Kawaler Krzyża Wielkiego Orderu Królewskiego Wiktoriańskiego (Wielka Brytania)
- Złote Promienie ze Wstęgą Orderu Wschodzącego Słońca (Japonia)
- Wielka Wstęga Orderu Świętego Skarbu (Japonia)
- Kawaler Krzyża Wielkiego Orderu Świętych Maurycego i Łazarza (Królestwo Włoch)
- Kawaler Krzyża Wielkiego Orderu Korony Włoch (Królestwo Włoch)
- Rycerz Krzyża Wielkiego Orderu Oranje-Nassau (Niderlandy)
- Kawaler Orderu Korony Żelaznej I klasy (Austro-Węgry)
- Krzyż Wielki Orderu Niepokalanego Poczęcia Najświętszej Marii Panny z Vila Viçosa (Portugalia)
- Order Orła Białego (Imperium Rosyjskie)
- Order Świętej Anny I klasy (Imperium Rosyjskie)
- Order Świętej Anny II klasy z brylantami (Imperium Rosyjskie)
- Order Świętego Stanisława I klasy (Imperium Rosyjskie)
- Komandor Krzyża Wielkiego Orderu Miecza (Szwecja)
- Kawaler I klasy Orderu Wazów (Szwecja)
- Kawaler Komandor Orderu Słonia Białego (Syjam)
- Krzyż Wielki Zasługi Morskiej (Hiszpania)
- Order Osmana I klasy (Imperium Osmańskie)